# 伊什特萬五世

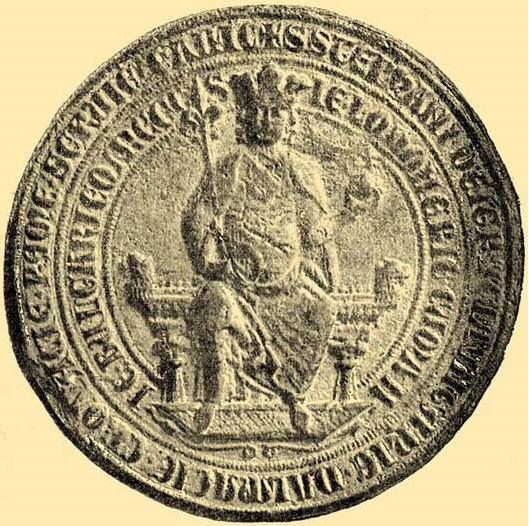
史蒂芬五世的印章

史蒂芬五世（1239年10月18日—1272年8月6日），阿爾帕德王朝匈牙利國王（1270年－1272年）及施蒂利亞公爵（1258年－1260年）。匈牙利國王貝拉四世之子。

## 生平

### 早年
伊什特萬是匈牙利國王貝拉四世與他的妻子、尼西亞皇帝狄奧多爾一世的女兒瑪麗亞·拉斯卡里娜的第八個兒女及長子。他生於1239年，並於10月18日由埃斯泰爾戈姆大主教羅伯特為他洗禮。他明顯是繼承人選，所以以匈牙利的第一任國王的名字聖伊什特萬來命名。
1241年4月11日，當蒙古軍隊在蒂薩河之戰殲滅了匈牙利軍隊後，貝拉四世和他的家人包括伊什特萬逃到薩格勒布。蒙古人在1242年2月越過凍結了的多瑙河和王室跑守衛森嚴的達爾馬提亞城鎮特羅吉爾。同年3月，蒙古人意外地從匈牙利撤退，國王和他的家人便從達爾馬提亞回到匈牙利。

### 幼王時代

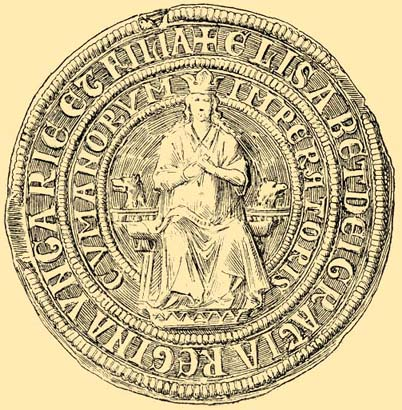
伊什特萬五世妻子庫曼的伊莉莎伯的印章

1257年，被父封為特蘭西瓦尼亞公爵。1258年，伊什特萬五世又被封為施蒂里亞公爵。次年施蒂里亞被捷克國王奧托卡二世佔領,他返回特蘭西瓦尼亞。庫曼人在蒙古人入侵匈牙利前逃來匈牙利。為了贏得他們的效忠，貝拉四世只好讓兒子伊什特萬五世和庫曼公主伊莉莎伯結婚。

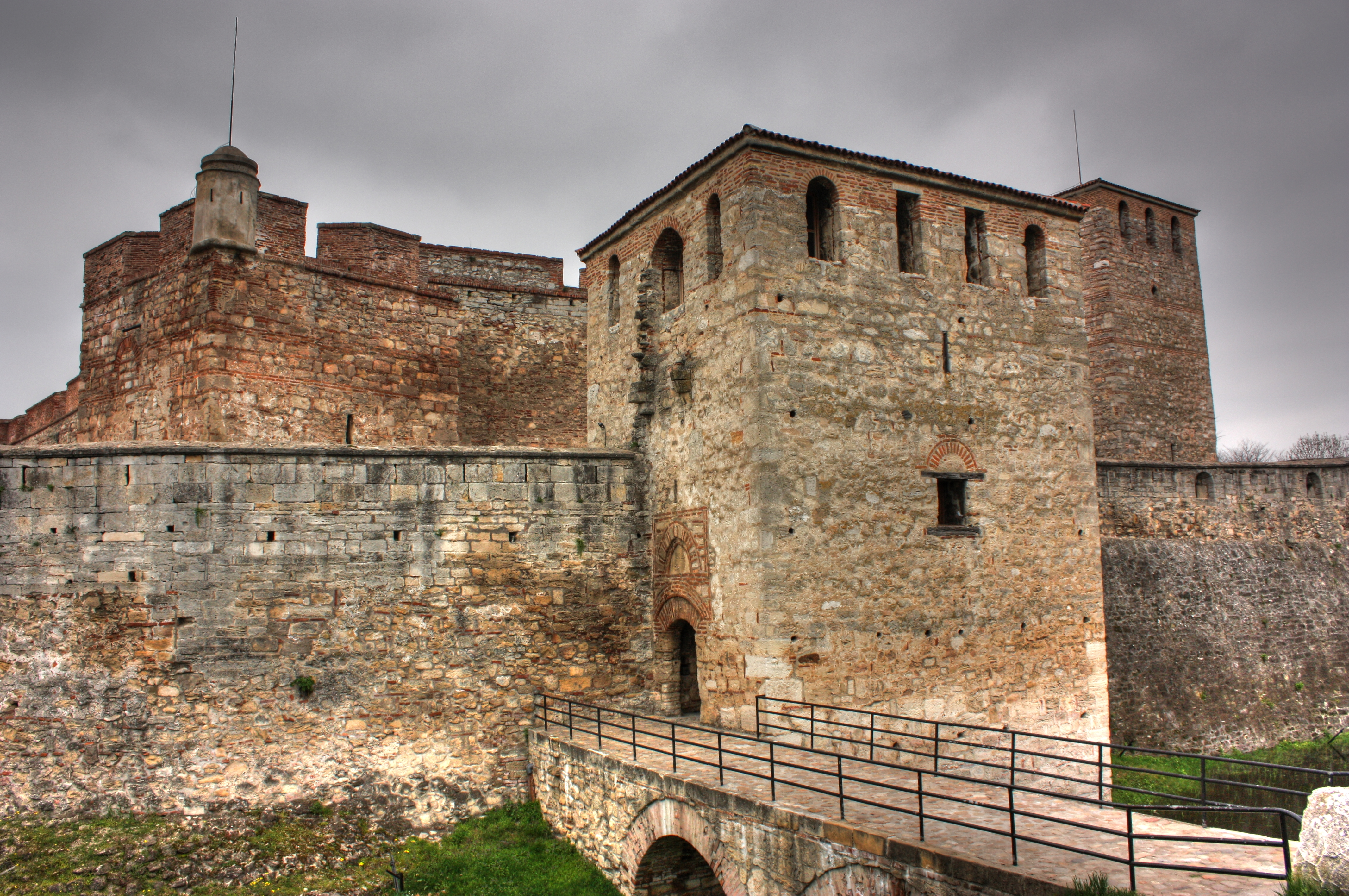
Baba Vida, 在保加利亞維丁的一座中世紀堡壘 :伊什特萬五世於1261年攻陷

1260年8月20日，伊什特萬五世回到特蘭西瓦尼亞，並開始第二次的統治。他和他的父親貝拉四世共同侵佔保加利亞及於1261年佔領了維丁。貝拉四世其後回到匈牙利，但是伊什特萬五世繼續獨自行動。他圍攻多瑙河上的洛姆並進軍至大特爾諾沃追擊保加利亞沙皇康斯坦丁·阿森。然而，保加利亞沙皇成功地避免與伊什特萬五世的侵略軍有任何衝突，伊什特萬五世只好在年底命令軍隊撤退。
1260年代初，伊什特萬五世與父親貝拉四世關係轉差，伊什特萬五世的憲章透露他害怕被他的父親剝奪繼承權及逐出匈牙利。他還指責煽動貝拉四世對付他的一些貴族。另一方面，伊什特萬五世憲章證明他得到一些位於特蘭西瓦尼亞之外土地以作補償。

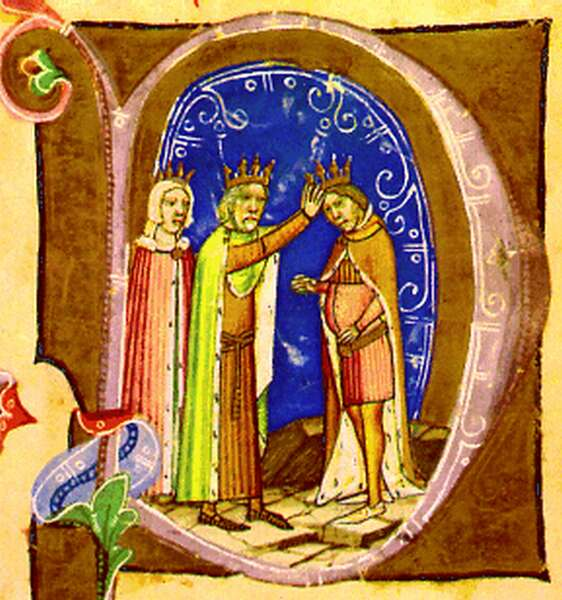
伊什特萬五世由父親加冕為王 (摘自匈牙利編年史)

埃斯泰爾戈姆大主教菲利普及考洛喬大主教為貝拉四世及伊什特萬五世在秋季狩獵期間發生的衝突進行調解。根據1262年11月25日達成的普雷斯堡和約，貝拉四世將匈牙利一半國土多瑙河以東的地方封給伊什特萬五世 。12月5日當確認和約時，伊什特萬五世還承諾，他不會入侵已由貝拉四世授予他的弟弟貝拉的斯拉沃尼亞。在此之際，伊什特萬五世本人自稱“幼王、特蘭西瓦尼亞公爵及庫曼領主”。

### 統治
1270年5月3日，貝拉四世逝世。伊什特萬五世繼承王位。1271年春天，奧托卡二世入侵匈牙利，被伊什特萬五世擊退。1272年8月6日，伊什特萬五世統治了短短兩年後逝世，由年僅10歲的兒子拉斯洛四世繼承王位，由其妻伊莉莎白攝政。

## 家庭
1253年，伊什特萬與庫曼大汗忽炭的女兒伊莉莎白結婚，兩人共有2子4女：
1. 伊莉莎白（1255年—1322年），塞爾維亞王后
2. 卡塔琳（英语：Catherine of Hungary, Queen of Serbia）（1256年—約1314年），塞爾維亞王后
3. 瑪麗亞（1257年—1323年），那不勒斯王后
4. 安娜（英语：Anna of Hungary (Byzantine empress)）（1260年—1281年），拜占庭皇后
5. 拉斯洛（1262年—1290年），匈牙利國王
6. 安德烈（英语：Andrew, Duke of Slavonia）（1268年—1278年），斯拉沃尼亞公爵